# 1. Garde-Kavallerie-Brigade (Deutsches Kaiserreich)
Die 1. Garde-Kavallerie-Brigade war ein Großverband der Preußischen Armee.

## Geschichte
Die Brigade wurde im Juli 1816 in Berlin errichtet und ihr waren das Regiment der Gardes du Corps und das Garde-Husaren-Regiment sowie seit 1821 auch das 1. Garde-Landwehr-Kavallerie-Regiment unterstellt. Von 1829 bis 1866 befand sich das Kommando in Potsdam und anschließend bis zur Auflösung 1919 wieder in Berlin. Ab 1866 waren der Brigade das Regiment der Gardes du Corps und das Garde-Kürassier-Regiment unterstellt.

### Deutscher Krieg
Im Krieg gegen Österreich wurde die Brigade unter ihrem Kommandeur Prinz Albrecht von Preußen als 1. schwere Kavallerie-Brigade bezeichnet. Sie kämpfte am 28. Juni bei Skalitz, am 29. Juni bei Schweinschädel sowie am 3. Juli 1866 bei Königgrätz.

### Deutsch-Französischer Krieg
Im Krieg gegen Frankreich kam die Brigade in den Schlachten bei Gravelotte, Sedan sowie vom 19. September 1870 bis zum 28. Januar 1871 bei der Einschließung und Belagerung von Paris zum Einsatz.

### Erster Weltkrieg
Mit Ausbruch des Ersten Weltkriegs wurde sie im Verband der Garde-Kavallerie-Division eingesetzt und operierte ab dem 9. April 1917 selbstständig. Sie wurde 1919 in Berlin aufgelöst.

## Kommandeure
| Dienstgrad                   | Name                                  | Datum                                                             |
| ---------------------------- | ------------------------------------- | ----------------------------------------------------------------- |
| Oberst/Generalmajor          | Heinrich von Knobelsdorff             | Juli 1816 bis 27. März 1819                                       |
| Oberst/Generalmajor          | Friedrich Wilhelm von Brandenburg     | 28. März 1819 bis 27. November 1826                               |
| Oberst                       | Karl von Brauchitsch                  | 28. November 1826 bis 29. März 1829 (mit der Führung beauftragt)  |
| Oberst/Generalmajor          | Karl von Brauchitsch                  | 30. März 1829 bis 29. März 1838                                   |
| Generalmajor                 | Adam von Tümpling                     | 30. März 1838 bis 29. März 1844                                   |
| Generalmajor/Generalleutnant | August von Württemberg                | 30. März 1844 bis 5. April 1854                                   |
| Generalmajor/Generalleutnant | Friedrich Karl von Preußen            | 25. April 1854 bis 18. Februar 1857                               |
| Oberst                       | Emil von Czettritz und Neuhaus        | 19. Februar 1857 bis 17. März 1858                                |
| Oberst/Generalmajor          | Karl von Griesheim                    | 18. März 1858 bis 18. November 1859                               |
| Oberst                       | Hermann von Alvensleben               | 19. November 1859 bis 11. Mai 1860 (mit der Führung beauftragt)   |
| Oberst/Generalmajor          | Hermann von Alvensleben               | 12. Mai 1860 bis 2. April 1866                                    |
| Oberst/Generalmajor          | Albrecht von Preußen                  | 03. April bis 29. Oktober 1866                                    |
| Oberst/Generalmajor          | Friedrich von Brandenburg             | 30. Oktober 1866 bis 10. Oktober 1871                             |
| Oberst                       | Buko von Krosigk                      | 11. November bis 7. Dezember 1871 (mit der Führung beauftragt)    |
| Oberst/Generalmajor          | Buko von Krosigk                      | 08. Dezember 1871 bis 14. Juni 1875                               |
| Oberst/Generalmajor          | Hermann von Schenck                   | 15. Juni 1875 bis 21. März 1882                                   |
| Oberst/Generalmajor          | Karl von Alten                        | 22. März 1882 bis 7. März 1887                                    |
| Generalmajor                 | Arthur von Frankenberg und Proschlitz | 08. März 1887 bis 13. Juni 1888                                   |
| Oberst                       | Karl von Wedel                        | 14. Juni 1888 bis 18. Februar 1889                                |
| Oberst                       | Clemens von Fürstenberg-Borbeck       | 19. Februar bis 21. März 1889 (mit der Führung beauftragt)        |
| Oberst/Generalmajor          | Clemens von Fürstenberg-Borbeck       | 22. März 1889 bis 13. Mai 1890                                    |
| Oberst/Generalmajor          | Eduard zu Salm-Horstmar               | 14. Mai 1890 bis 17. Oktober 1894                                 |
| Württ. Generalmajor          | Alfred von Sick                       | 18. Oktober 1894 bis 17. August 1897                              |
| Generalmajor                 | Egbert Hoyer von der Asseburg         | 18. August 1897 bis 21. April 1902                                |
| Generalmajor                 | Wilhelm von Hohenau                   | 22. April 1902 bis 26. April 1904                                 |
| Oberst                       | Hans von Boehn                        | 27. Januar 1904 bis 15. Oktober 1906 (mit der Führung beauftragt) |
| Generalmajor                 | Hans von Boehn                        | 16. Oktober 1906 bis 24. Mai 1907                                 |
| Oberst/Generalmajor          | Georg von der Marwitz                 | 25. Mai 1907 bis 1. März 1911                                     |
| Generalmajor                 | Bolko von Roedern                     | 02. März 1911 bis 31. März 1913                                   |
| Oberst/Generalmajor          | Felix von Bärensprung                 | 01. April 1913 bis 3. August 1918                                 |
| Oberst                       | Eberhard von Arnim                    | 04. August 1918 bis 19. Januar 1919                               |